# Lichinga
Lichinga é a uma cidade moçambicana, capital da província  do Niassa. Está situada a cerca de 2800 km de Maputo. 
Administrativamente, a cidade de Lichinga é um município, com um governo local eleito, uma área de 280 km² e uma população de 142 253 habitantes em 2007; e é também um distrito, uma unidade administrativa local do Estado central moçambicano criada em 2013 e que coincide geograficamente com o município de Lichinga.  O antigo distrito de Lichinga  tomou o nome de Chimbonila na mesma altura.
O seu território constitui um enclave dentro do distrito de Chimbonila.

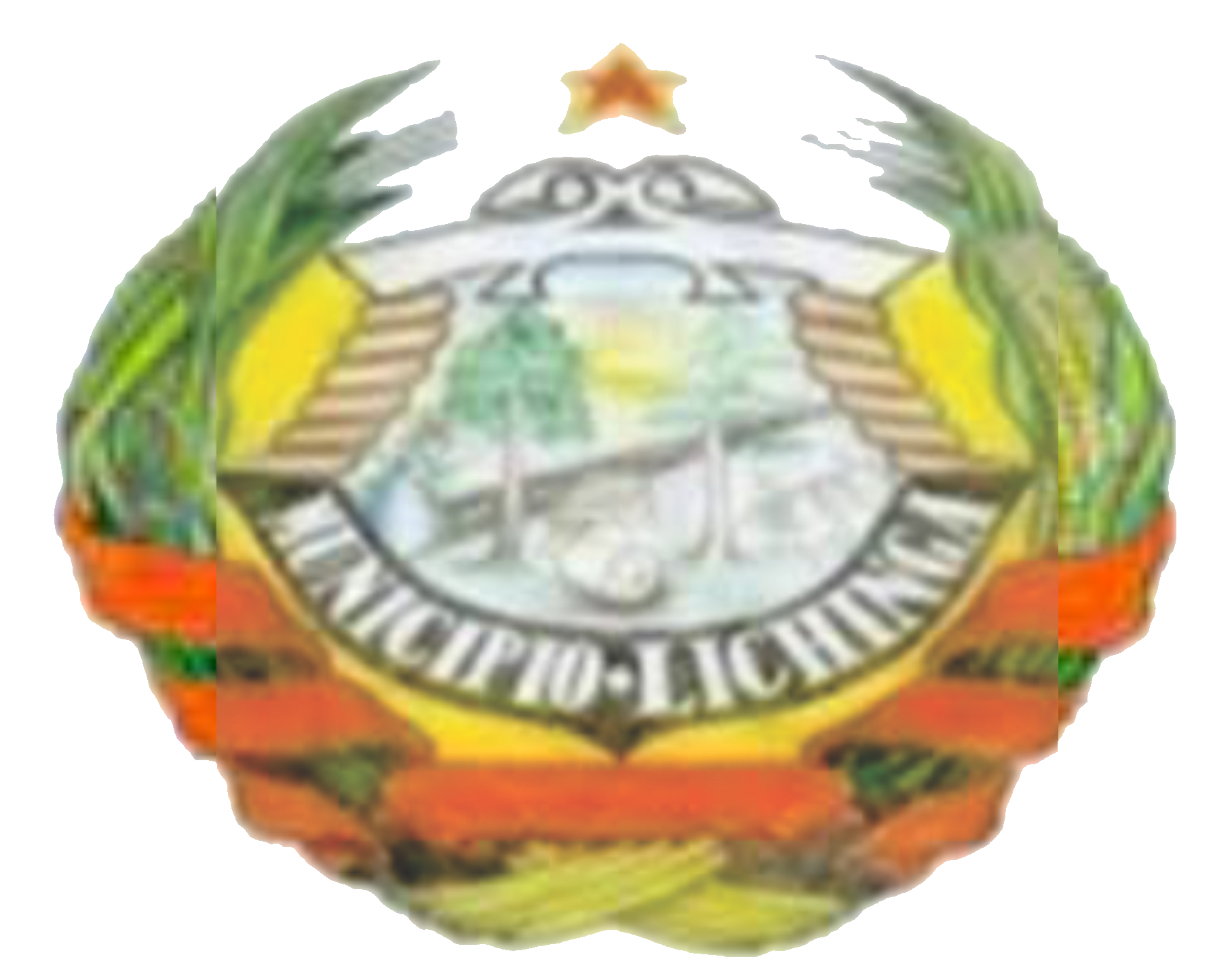
Brasão

localização do distrito de Lichinga em Moçambique

## Etimologia
O nome Lichinga deriva de N'tchinga, denominação original da zona em que actualmente se encontra localizada a cidade.

## História
Tendo originado na região de Metónia, a povoação foi para aqui transferida no início da década de 1930.
Em 21 de maio de 1932 a povoação recebeu o nome de Vila Cabral, como homenagem ao Governador Geral de Moçambique, José Ricardo Pereira Cabral.
A vila foi elevada a cidade em 23 de setembro de 1962 e renomeada Lichinga em 1976, com a independência nacional.

## Infraestrutura

### Transportes
A principal ligação de Lichinga com o território nacional é rodoviária, sendo que a principal via é a rodovia N14, que a liga a Chimbonila e a Malanga, ao leste. Já pela N13 dá-se acesso à Massangulo e Mandimba, ao sul. Outras ligações importantes são feitas pelas rodovias N361 até as localidades de Lussimbesse e Metangula, ao norte, e; pela rodovia R727 à localidade de Meponda, no oeste, às margens do lago Niassa.
A sede dispõe da estação final do Ramal Ferroviário de Cuamba-Lichinga, uma extensão do Caminho de Ferro de Nacala, de ligação com Cuamba.
Em Lichinga também existe um aeródromo, o Aeroporto de Lichinga, que recebe voos domésticos regulares.

### Educação
Na cidade há um campus da Universidade Rovuma (UniRovuma), uma das instituições de ensino superior públicas do país.